# Mistrzostwa Polski Seniorów w Lekkoatletyce 1994
70. Mistrzostwa Polski Seniorów w Lekkoatletyce – zawody sportowe, które rozgrywane były w Pile na stadionie MOSiR w dniach 24–26 czerwca 1994 roku. Po raz ostatni rozegrano mistrzostwa w biegu na 3000 metrów kobiet, które od następnego roku zostały zastąpione biegiem na 5000 metrów.

## Rezultaty
| NR – rekord Polski \| NL – najlepszy wynik w Polsce w sezonie \| SB – najlepszy wynik w sezonie \| PB – rekord życiowy |

### Mężczyźni
| Konkurencja:                  | 1. miejsce                                                                              | Rezultat | 2. miejsce                                                                            | Rezultat | 3. miejsce                                                                               | Rezultat |
| Bieg na 100 m                 | Marek Zalewski Start-Resursa Zduńska Wola                                               | 10,36    | Marcin Krzywański RKS Łódź                                                            | 10,56    | Tomasz Pokora Orzeł Namysłów                                                             | 10,71    |
| Bieg na 200 m                 | Marek Zalewski Start-Resursa Zduńska Wola                                               | 21,42    | Marcin Krzywański RKS Łódź                                                            | 21,66    | Michał Michalski Zawisza Bydgoszcz                                                       | 21,77    |
| Bieg na 400 m                 | Tomasz Czubak Gryf Słupsk                                                               | 45,89    | Piotr Rysiukiewicz Śląsk Wrocław                                                      | 46,69    | Artur Gąsiewski Skra Warszawa                                                            | 47,36    |
| Bieg na 800 m                 | Piotr Piekarski Zawisza Bydgoszcz                                                       | 1:49,45  | Ryszard Ostrowski Sporting Międzyzdroje                                               | 1:49,52  | Wiesław Paradowski Lubusz Słubice                                                        | 1:50,03  |
| Bieg na 1500 m                | Piotr Kitliński AZS Lublin                                                              | 3:48,20  | Karol Dudij AZS-AWF Gdańsk                                                            | 3:48,52  | Leszek Zblewski SKLA Sopot                                                               | 3:49,05  |
| Bieg na 5000 m                | Sławomir Kąpiński Gwardia Olsztyn                                                       | 13:59,07 | Bogdan Jarosz Śląsk Wrocław                                                           | 14:10,71 | Grzegorz Głogosz Skra Warszawa                                                           | 14:12,57 |
| Bieg na 10 000 m              | Grzegorz Gajdus Oleśniczanka                                                            | 29:06,84 | Piotr Prusik Gwardia Olsztyn                                                          | 29:10,77 | Jacek Kasprzyk Wawel Kraków                                                              | 29:22,12 |
| Bieg na 110 m przez płotki    | Ronald Mehlich AZS-AWF Katowice                                                         | 13,91    | Krzysztof Mehlich AZS-AWF Katowice Krzysztof Skwarek Start Lublin                     | 14,07    |                                                                                          |          |
| Bieg na 400 m przez płotki    | Piotr Kotlarski AZS-AWF Katowice                                                        | 49,75    | Paweł Januszewski Skra Warszawa                                                       | 50,12    | Paweł Woźniak Skra Warszawa                                                              | 51,20    |
| Bieg na 3000 m z przeszkodami | Rafał Wójcik Granat-Dami Skarżysko-Kamienna                                             | 8:45,98  | Bogusław Mamiński Sporting Międzyzdroje                                               | 8:47,78  | Michał Bartoszak Olimpia Poznań                                                          | 8:48,04  |
| Sztafeta 4 × 100 m            | Zawisza Bydgoszcz Mariusz Bobrowski Jarosław Godlewski Tomasz Jędrusik Michał Michalski | 41,21    | AZS-AWF Gdańsk Marcin Czajkowski Piotr Kaczmarek Marcin Morys Paweł Woźniak           | 41,22    | Skra Warszawa Piotr Balcerzak Jarosław Lewandowski Piotr Tymko Piotr Wrotek              | 41,59    |
| Sztafeta 4 × 400 m            | Skra Warszawa Piotr Tymko Paweł Januszewski Artur Gąsiewski Paweł Woźniak               | 3:08,87  | Zawisza Bydgoszcz Tomasz Jędrusik Michał Michalski Grzegorz Pawełczyk Piotr Piekarski | 3:10,50  | AZS-AWF Katowice Krzysztof Jaślanek Piotr Kotlarski Krzysztof Mehlich Jacek Stelmaszczyk | 3:15,06  |
| Chód na 20 km                 | Robert Korzeniowski Wawel Kraków                                                        | 1:22:33  | Stanisław Stosik Lechia Gdańsk                                                        | 1:23:39  | Jan Holender Flota Gdańsk                                                                | 1:24:57  |
| Skok wzwyż                    | Artur Partyka ŁKS Łódź                                                                  | 2,26     | Przemysław Radkiewicz Skra Warszawa                                                   | 2,26     | Robert Kołodziejczyk Stal Ostrów Wlkp.                                                   | 2,26     |
| Skok o tyczce                 | Krzysztof Kusiak Lechia Gdańsk                                                          | 5,20     | Andrzej Gawenda Orzeł Warszawa                                                        | 5,10     | Mateusz Brzostek Legia Warszawa                                                          | 5,10     |
| Skok w dal                    | Roman Golanowski Śląsk Wrocław                                                          | 7,79     | Rafał Wyrzykowski Vectra Włocławek                                                    | 7,75     | Dariusz Bontruk Orzeł Warszawa                                                           | 7,71     |
| Trójskok                      | Piotr Weremczuk Zawisza Bydgoszcz                                                       | 16,43    | Krystian Ciemała AZS-AWF Biała Podl.                                                  | 16,28    | Paweł Zdrajkowski MKS Aleksandrów Łódzki                                                 | 15,91    |
| Pchnięcie kulą                | Helmut Krieger Unia Kędzierzyn                                                          | 19,10    | Benedykt Michałowski Gryf Słupsk                                                      | 16,63    | Adam Adamowski Śląsk Wrocław                                                             | 16,43    |
| Rzut dyskiem                  | Marek Majkrzak Unia Kędzierzyn                                                          | 56,06    | Mieczysław Szpak Sztorm Kołobrzeg                                                     | 55,06    | Marek Stolarczyk Orzeł Polkowice                                                         | 54,08    |
| Rzut młotem                   | Lech Kowalski Stal Mielec                                                               | 72,74    | Szymon Ziółkowski AZS Poznań                                                          | 71,82    | Jacek Dreger Zawisza Bydgoszcz                                                           | 66,74    |
| Rzut oszczepem                | Mirosław Witek Gryf Słupsk                                                              | 80,74    | Dariusz Trafas Sztorm Kołobrzeg                                                       | 77,66    | Tomasz Damszel Skra Warszawa                                                             | 77,40    |

### Kobiety
| Konkurencja:               | 1. miejsce                                                                        | Rezultat | 2. miejsce                                                                              | Rezultat | 3. miejsce                                                                     | Rezultat |
| Bieg na 100 m              | Izabela Czajko Jagiellonia Białystok                                              | 11,79    | Dorota Brodowska AZS-AWF Warszawa                                                       | 11,88    | Monika Borejza Legia Warszawa                                                  | 11,93    |
| Bieg na 200 m              | Izabela Czajko Jagiellonia Białystok                                              | 24,07    | Monika Borejza Legia Warszawa                                                           | 24,34    | Elżbieta Kilińska Unia Kędzierzyn                                              | 24,36    |
| Bieg na 400 m              | Elżbieta Kilińska Unia Kędzierzyn                                                 | 52,86    | Barbara Grzywocz AZS-AWF Katowice                                                       | 53,44    | Sylwia Kwilińska AZS-AWF Warszawa                                              | 53,85    |
| Bieg na 800 m              | Anna Jakubczak Skra Warszawa                                                      | 2:03,73  | Grażyna Penc Stal Społem Stalowa Wola                                                   | 2:05,29  | Agnieszka Gołębiowska AZS Lublin                                               | 2:07,73  |
| Bieg na 1500 m             | Małgorzata Rydz Budowlani Częstochowa                                             | 4:14,46  | Anna Jakubczak Skra Warszawa                                                            | 4:15,58  | Lidia Chojecka WLKS Siedlce                                                    | 4:20,65  |
| Bieg na 3000 m             | Aniela Nikiel Piast Cieszyn                                                       | 9:14,53  | Elżbieta Nadolna Zawisza Bydgoszcz                                                      | 9:19,24  | Dorota Gruca Agros Zamość                                                      | 9:21,68  |
| Bieg na 10 000 m           | Aniela Nikiel Piast Cieszyn                                                       | 34:11,28 | Izabela Zatorska MKS Krośnianka Krosno                                                  | 34:27,78 | Janina Malska Kłos Olkusz                                                      | 34:53,85 |
| Bieg na 100 m przez płotki | Maria Kamrowska AZS-AWF Gdańsk                                                    | 13,54    | Aldona Fogiel AZS-AWF Warszawa                                                          | 13,61    | Aurelia Trywiańska Budowlani Szczecin                                          | 14,06    |
| Bieg na 400 m przez płotki | Monika Warnicka AZS-AWF Wrocław                                                   | 55,93    | Sylwia Pachut AZS-AWF Katowice                                                          | 56,42    | Elżbieta Zaborowska AZS-AWF Warszawa                                           | 58,45    |
| Sztafeta 4 × 100 m         | AZS-AWF Warszawa Jolanta Rusin Sylwia Kwilińska Aldona Fogiel Dorota Brodowska    | 46,05    | Orzeł Warszawa Katarzyna Rosochacka Ewa Charska Maria Butrym Katarzyna Zakrzewska       | 46,33    | Skra Warszawa Joanna Cacko Katarzyna Faliszewska Iwona Konrad Bożena Trzcińska | 46,49    |
| Sztafeta 4 × 400 m         | AZS-AWF Katowice Barbara Grzywocz Anna Ogrodowczyk Sylwia Pachut Aleksandra Rosół | 3:43,49  | AZS-AWF Warszawa Elżbieta Zaborowska Agata Wołkowycka Dorota Kowalczyk Sylwia Kwilińska | 3:44,02  | AZS-AWF Kraków Grażyna Syrek Bogumiła Dzionsko Halina Pilch Janina Warunek     | 3:46,74  |
| Chód na 10 km              | Katarzyna Radtke Lechia Gdańsk                                                    | 45:16    | Marta Żukowska Stal Społem Stalowa Wola                                                 | 48:51    | Monika Floryszczyk Lechia Gdańsk                                               | 49:36    |
| Skok wzwyż                 | Iwona Kielan RKS Łodź                                                             | 1,88     | Donata Wawrzyniak SKLA Sopot                                                            | 1,88     | Katarzyna Majchrzak AZS-AWF Gdańsk                                             | 1,88     |
| Skok w dal                 | Agata Karczmarek Legia Warszawa                                                   | 6,87     | Małgorzata Sobczak Bałtyk Gdynia                                                        | 6,28     | Joanna Kościelny AKS Chorzów                                                   | 6,23     |
| Trójskok                   | Urszula Włodarczyk AZS-AWF Wrocław                                                | 13,44w   | Ilona Pazoła Krokus Leszno                                                              | 13,12w   | Małgorzata Sobczak Bałtyk Gdynia                                               | 12,96w   |
| Pchnięcie kulą             | Krystyna Danilczyk Jagiellonia Białystok                                          | 18,18    | Renata Katewicz WLKS Siedlce                                                            | 16,41    | Katarzyna Żakowicz Podlasie Białystok                                          | 15,68    |
| Rzut dyskiem               | Renata Katewicz WLKS Siedlce                                                      | 63,78    | Joanna Wiśniewska Śląsk Wrocław                                                         | 55,56    | Marzena Wysocka WLKS Siedlce                                                   | 53,26    |
| Rzut oszczepem             | Genowefa Patla AZS-AWF Warszawa                                                   | 58,06    | Ewa Rybak Skra Warszawa                                                                 | 53,72    | Edyta Blauciak Śląsk Wrocław                                                   | 49,24    |

## Biegi przełajowe
66. mistrzostwa Polski w biegach przełajowych rozegrano 13 marca w Bydgoszczy. Kobiety rywalizowały na dystansie 5 km, a mężczyźni na 9 km.

### Mężczyźni
| Konkurencja:           | 1. miejsce                     | Rezultat | 2. miejsce                 | Rezultat | 3. miejsce                                 | Rezultat |
| Bieg przełajowy (9 km) | Krzysztof Bałdyga Oleśniczanka | 29:10    | Piotr Gładki Lechia Gdańsk | 29:13    | Artur Osman Granat-Dami Skarżysko-Kamienna | 29:25    |

### Kobiety
| Konkurencja:           | 1. miejsce                  | Rezultat | 2. miejsce                  | Rezultat | 3. miejsce                | Rezultat |
| Bieg przełajowy (5 km) | Aniela Nikiel Piast Cieszyn | 18:17    | Irena Czuta Technik Komorno | 18:19    | Janina Malska Kłos Olkusz | 18:39    |

## Maraton
Maratończycy (mężczyźni i kobiety) rywalizowali 1 maja w Toruniu.

### Mężczyźni
| Konkurencja: | 1. miejsce                         | Rezultat | 2. miejsce                  | Rezultat | 3. miejsce                  | Rezultat |
| Maraton      | Janusz Wójcik Kolejarz 24 Katowice | 2:13:55  | Bogdan Jarosz Śląsk Wrocław | 2:16:08  | Wiesław Lenda Amator Leszno | 2:16:15  |

### Kobiety
| Konkurencja: | 1. miejsce                  | Rezultat | 2. miejsce                | Rezultat | 3. miejsce                      | Rezultat |
| Maraton      | Aniela Nikiel Piast Cieszyn | 2:37:07  | Janina Malska Kłos Olkusz | 2:40:26  | Wioletta Uryga Górnik Polkowice | 2:42:45  |

## Chód na 5000 m kobiet i chód na 10 000 m mężczyzn
Mistrzostwa w chodzie na 5000 metrów kobiet i chodzie na 10 000 metrów mężczyzn (na bieżni) kobiet rozegrano 23 lipca w Sopocie.

### Mężczyźni
| Konkurencja:     | 1. miejsce                       | Rezultat | 2. miejsce                     | Rezultat | 3. miejsce                 | Rezultat |
| Chód na 10 000 m | Robert Korzeniowski Wawel Kraków | 39:00,14 | Stanisław Stosik Lechia Gdańsk | 40:18,35 | Jacek Müller Lechia Gdańsk | 41:49,42 |

### Kobiety
| Konkurencja:   | 1. miejsce                     | Rezultat | 2. miejsce                              | Rezultat | 3. miejsce                   | Rezultat |
| Chód na 5000 m | Katarzyna Radtke Lechia Gdańsk | 21:05,53 | Marta Żukowska Stal Społem Stalowa Wola | 22:53,00 | Kazimiera Mosio Sokół Mielec | 23:20,16 |

## Wieloboje
Mistrzostwa w dziesięcioboju mężczyzn i siedmioboju kobiet zostały rozegrane 20 i 21 sierpnia w Zielonej Górze.

### Mężczyźni
| Konkurencja:  | 1. miejsce                         | Rezultat  | 2. miejsce                      | Rezultat  | 3. miejsce                    | Rezultat  |
| Dziesięciobój | Sebastian Chmara Zawisza Bydgoszcz | 7407 pkt. | Maciej Chmara Zawisza Bydgoszcz | 7154 pkt. | Robert Mańka AZS-AWF Warszawa | 7143 pkt. |

### Kobiety
| Konkurencja: | 1. miejsce                    | Rezultat  | 2. miejsce                       | Rezultat  | 3. miejsce                      | Rezultat  |
| Siedmiobój   | Elżbieta Rączka UNTS Warszawa | 5133 pkt. | Izabela Wojszko AZS-AWF Warszawa | 5034 pkt. | Katarzyna Dobija AZS-AWF Kraków | 4875 pkt. |

## Półmaraton
Mistrzostwa Polski w półmaratonie rozegrano 27 sierpnia w Brzeszczach.

### Mężczyźni
| Konkurencja: | 1. miejsce                   | Rezultat | 2. miejsce                   | Rezultat | 3. miejsce                       | Rezultat |
| Półmaraton   | Mirosław Plawgo Oleśniczanka | 1:03:56  | Piotr Prusik Gwardia Olsztyn | 1:04:10  | Zbigniew Nadolski Olimpia Poznań | 1:04:20  |

### Kobiety
| Konkurencja: | 1. miejsce                         | Rezultat | 2. miejsce                     | Rezultat | 3. miejsce                        | Rezultat |
| Półmaraton   | Izabela Zatorska Krośnianka Krosno | 1:14:16  | Lidia Camberg AZS-AWF Katowice | 1:14:30  | Marzanna Helbik Kolejarz Katowice | 1:14:34  |

## Chód na 50 km mężczyzn
Zawody mistrzowskie w chodzie na 50 kilometrów mężczyzn rozegrano 25 września w Zamościu.
| Konkurencja:  | 1. miejsce                    | Rezultat | 2. miejsce                     | Rezultat | 3. miejsce                    | Rezultat |
| Chód na 50 km | Sławomir Cielica Agros Zamość | 4:05:52  | Krzysztof Krysiak Flota Gdynia | 4:15:39  | Adam Urbanowski Śląsk Wrocław | 4:25:58  |